# Bai Bauträger Immobilien
Die Bai Bauträger Austria Immobilien GmbH (BAI) entwickelte, errichtete und betreute Wohnimmobilien in Österreich.
Die BAI war eine Immobilienentwicklergruppe in Österreich. Zu den Referenzprojekten des Bauträgers gehörte unter anderem das Projekt Wien-Mitte The Mall, das für einen angenommenen Kaufpreis von 500 Millionen Euro veräußert wurde. Damals galt dieser Verkauf als bis dahin größter Immobiliendeal Wiens. Die Gruppe hatte bis zur Übernahme durch Signa im Mai 2017 Immobilien im Wohn-, Büro- und Gewerbebereich entwickelt, errichtet, verwertet und verwaltet und engagierte sich seither vorwiegend beim Wohnbau sowie der Quartiersentwicklung. 

## Geschichte
Die Bai Bauträger Austria Immobilien GmbH wurde 1994 gegründet und hatte ihren Hauptsitz in Wien. Seit Mai 2009 war das Unternehmen offizieller Partner der österreichischen Initiative zum Klimaschutz klima:aktiv, die vom Bundesministerium für Land- und Forstwirtschaft, Umwelt und Wasserwirtschaft ins Leben gerufen wurde.
Seit der Gründung wurden insgesamt 680.000 m² Flächen entwickelt, davon 350.000 m² Büros, 206.000 m² Shoppingcenter, 63.000 m² Hotels, 33.000 m² Seniorenheime und Kindergärten, sowie 28.000 m² Flächen für universitäre Einrichtungen und Bildungsstätten und weiters 2.700 Wohneinheiten errichtet. Zu den bekanntesten Projekten zählten Wien Mitte, die ÖBB-Konzernzentrale am Hauptbahnhof Wien und das G3 Shopping Resort Gerasdorf. Mit Stand von 2018 waren mehrere Wohnungsprojekte in Entwicklung, in Planung bzw. in Vermarktung, wie z. B. Trienna Living, 5in22 und die Donaumarina-Apartments.
Am 15. Jänner 2017 wurde das Unternehmen von der UniCredit Bank Austria an ein 50/50-Joint-Venture von Signa und der Invester United Benefits GmbH verkauft. Im Mai 2017 wurde das Joint Venture aufgelöst und das Portfolio aufgeteilt. Die Wohnbau-Projekte „Aspern UA1“ und „B03“ gingen dabei an die von der Invester United Benefits GmbH vertretene Investorengruppe, alle weiteren Projekte der Bai sowie der Tochtergesellschaften wurden von Signa übernommen. Die Bai sollte als eigenständiger Bauträger erhalten bleiben. Ende 2023 wurde Insolvenz gemeldet.